# جون كرايغ (مهندس معماري)
جون كرايغ (بالإنجليزية: Jon Craig)‏ هو مهندس معماري نيوزيلندي، ولد في 1942 في نيوزيلندا، وتوفي بنفس المكان في 16 أغسطس 2015.